# 1954 Kukarkin
Az 1954 Kukarkin (ideiglenes jelöléssel 1952 PH) a Naprendszer kisbolygóövében található aszteroida. Pelageja Sajn fedezte fel 1952. augusztus 15-én.